# Walter Weston

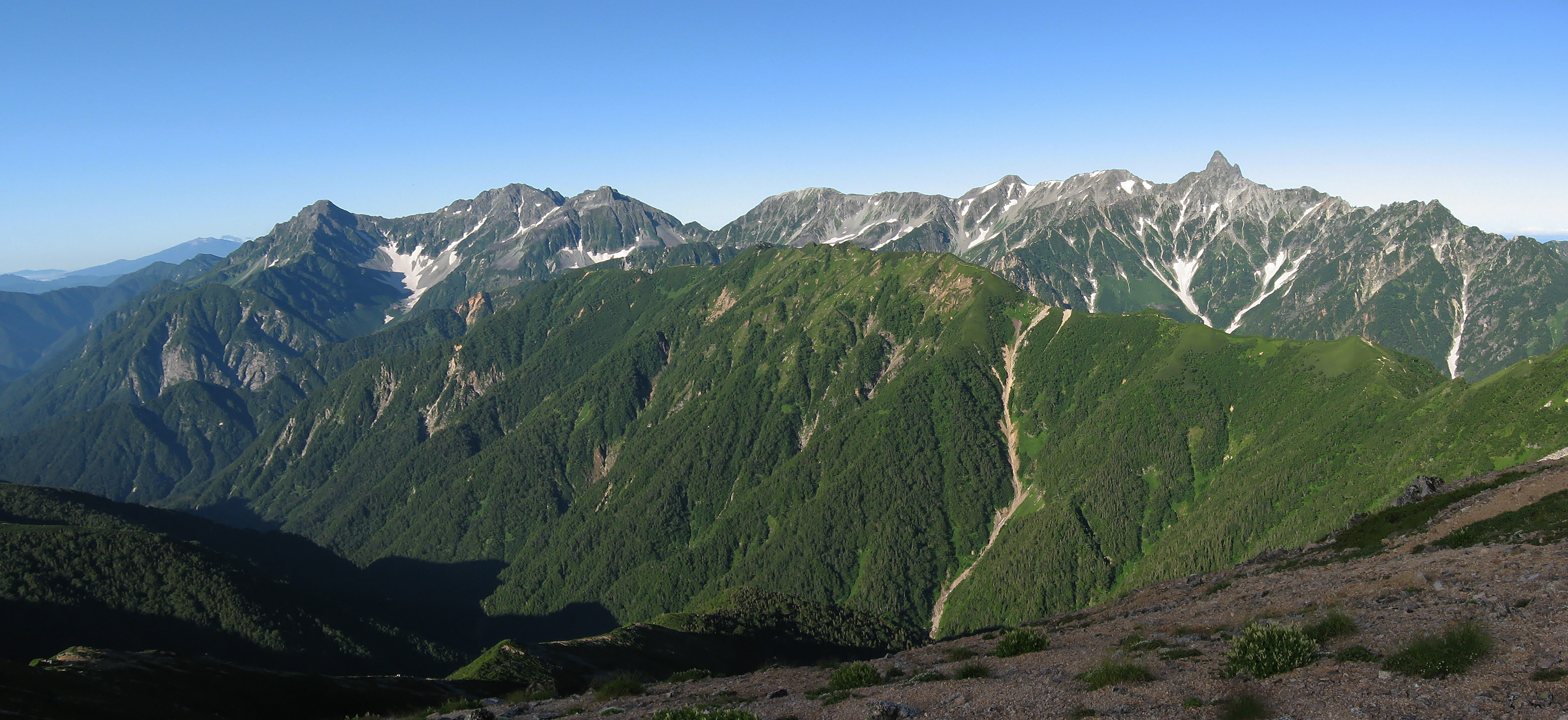
Alpi giapponesi

Walter Weston (Derby, 25 dicembre 1860 – Kensington, 27 marzo 1940) è stato un religioso inglese e missionario anglicano che contribuì a rendere popolare l'alpinismo ricreativo in Giappone alla svolta del XX secolo.

## Biografia

### Infanzia e studi
Weston nacque al 22 di Parker Street, Derby (Inghilterra), sesto figlio di John Weston, un fabbricante di elastici, e di sua moglie, Emma Britland. Fu educato alla Derby School tra il 1876 e il 1880, dove detenne il primato per la corsa sulla distanza di un miglio (vale a dire, quattro minuti, 47 secondi). Andò poi al Clare College (Cambridge), conseguendo il BA nel 1883 e l'MA nel 1887. Studiò per il sacerdozio della Chiesa anglicana nel collegio di Ridley Hall (Cambridge). Giocò sei volte per il Derby County Football Club nella sua stagione inaugurale, 1884-85.

### Inizio carriera
Ordinato diacono nel 1885, sacerdote nel 1886, Weston fu nominato curato di St John's, Reading, nel 1885. Era già un alpinista, e nel 1886 e 1887 passò alcuni periodi a fare scalate nelle Alpi.

### Weston in Giappone
Weston andò in Giappone come missionario della Church Missionary Society ("Società Missionaria della Chiesa") della Chiesa anglicana nel 1888, lavorando prima a Kumamoto, poi servendo come cappellano a Kōbe dal 1889 al 1895. Alternandosi tra le assegnazioni a parrocchie dell'Inghilterra, Weston trascorse un totale di quindici anni in vari ministeri della Chiesa anglicana in Giappone tra il 1888 e il 1915, incluso il servizio come missionario sponsorizzato dalla SPG (Society for the Propagation of the Gospel in Foreign Parts, "Società per la Propagazione del Vangelo nelle Terre Straniere", un'organizzazione missionaria della Chiesa anglicana) presso la Cattedrale di Sant'Andrea e la Chiesa di Cristo a Yokohama.
Cominciò a scalare le montagne in Giappone mentre manifestava un forte interesse per i paesaggi, le tradizioni, i costumi e la cultura giapponesi. Pubblicò Mountaineering and Exploration in the Japanese Alps ("Alpinismo ed esplorazione sulle Alpi giapponesi") (1896). Come scrittore e docente a contratto continuò a far conoscere il Giappone a un pubblico d'oltremare. Diede circolazione universale al termine Alpi giapponesi, benché fosse già usato prima che egli arrivasse in Giappone. Fu determinante per la fondazione del Club alpino giapponese nel 1906, e ne divenne il primo membro onorario.

### Eredità in Giappone
Weston ed Edward Bramwell Clarke sono gli occidentali cui si attribuisce il merito dell'affermazione delle scalate in montagna come nuovo sport in Giappone. Verso la fine della sua vita, alcuni scalatori britannici si riferivano a Weston come "il padre dell'alpinismo in Giappone". Nel 1937, l'imperatore Hirohito gli conferì l'Ordine del Sacro Tesoro (quarta classe) e il Club alpino giapponese eresse una targa in bronzo in suo onore a Kamikochi sulle Alpi giapponesi.
Il Parco Weston del Monte Ena fu completato nell'ottobre 2001. Ogni anno l'11 maggio, il festival di Weston apre la stagione delle scalate sulle Alpi giapponesi.

### Carriera successiva
Prima di ritornare in Inghilterra durante la prima guerra mondiale, Weston si stabilì a Londra e divenne un membro attivo del Club alpino della Gran Bretagna, della Società giapponese del Regno Unito (prestando servizio nel suo consiglio) e della Royal Geographical Society, che nel 1917 lo insignì del Back Award e della qualifica di fellow per il suo lavoro in Giappone.
Fu docente a contratto per l'Università di Cambridge e per il Gilchrist Educational Trust e si affermò come scrittore.

## Famiglia
Il 3 aprile 1902, anteriormente all'inizio del suo secondo soggiorno prolungato in Giappone, Weston sposò Frances Emily, seconda figlia di Francis Fox, un eminente ingegnere civile. Frances accompagnò Weston in molte delle sue spedizioni sulle Alpi giapponesi.

## Opere
I libri pubblicati di Weston includono:
- Mountaineering and Exploration in the Japanese Alps ("Alpinismo ed esplorazione sulle Alpi giapponesi", 1896)
- The Playground of the Far East ("Il campo da gioco dell'Estremo Oriente", 1918)
- A Wayfarer in Unfamiliar Japan ("Un viandante nel Giappone sconosciuto", 1925)
- Japan ("Giappone", 1926)